# Уеделіт
Уеделіт, ведделіт — мінерал, двоводний оксалат кальцію.

## Етимологія та історія
Вперше уеделіт було виявлено під час Шотландської національної антарктичної експедиції (1902—1904) і описаний Артуром Ерландом (А.Earland), британським океанографом. Точний аналіз мінералу та його класифікація проводились лише в 1936 р. Ф. А. Банністер та М. Г. Ей. Названо за місцем знахідки — Море Ведделла в Антарктиці. (C.Frondel, E.L.Prien, 1942).

## Опис
Хімічна формула: Ca[C2O4]•2H2O.
Сингонія тетрагональна. Дипірамідальний вид. Кристали пірамідальні, інкрустації. Густина 1,94. Твердість 4. Колір: безбарвний. Зустрічається в глибоководних відкладах.
Відомий також як мінерал печер. Зустрічається в біоконкреціях.